# Esparron (Alto Garona)
Esparron (em occitano:  Esparron) é uma comuna francesa na região administrativa da Occitânia, no departamento do Alto Garona. Estende-se por uma área de 5.53 km², com 52 habitantes, segundo o censo de 2018, com uma densidade de 9.4 hab/km².